# Muzej grada Crikvenice
Muzej grada Crikvenice javna je ustanova koju je 2007. godine osnovao Grad Crikvenica. Muzej je prve male korake napravio 2008. godine, a od 2009. godine djeluje u prostorima prizemlja zgrade Gradske vijećnice u Crikvenici.

## Opis
Glavne zadaće muzeja su sakupljanje, dokumentiranje, zaštita, proučavanje i prezentiranje povijesti grada Crikvenice i njegove okolice, od prapovijesti do današnjih dana.
Zadaća mu je proučavati prošlost i brinuti o predmetima koji ju dokumentiraju te isto što bolje prezentirati sugrađanima, žiteljima toga kraja i gostima Crikvenice te obogatiti kulturnu i turističku ponudu. To je dugotrajna i teška zadaća, naročito zbog uvjeta u kojima je Muzej krenuo s radom, a koji je obilježen nepostojanjem bilo kakve muzejske građe. Iz tih razloga Muzej još nije u mogućnosti ostvariti stalni muzejski postav koji bi prikazao povijesni razvoj Crikvenice i okolnih mjesta. To je jedan od dugoročnijih ciljeva koji se žele ostvariti kroz iduće razdoblje te dati crikveničkom kraju zaokruženu povijesnu sliku.

## Vanjske poveznice
- Muzej grada Crikvenice